# Centrodora terrigena
Centrodora terrigena är en stekelart som först beskrevs av Girault 1932.  Centrodora terrigena ingår i släktet Centrodora och familjen växtlussteklar. Inga underarter finns listade.